# William Blaisdell
William Blaisdell (1865–1931) foi um ator norte-americano de teatro e cinema.
Entre seus papéis no palco foi o Marquis de Pontsablé, na ópera cômica Madame Favart. Ele também estrelou em vários curtas-metragens de comédia com Harold Lloyd em 1918:
- Pipe the Whiskers
- The City Slicker
- An Ozark Romance
- Bees in His Bonnet
- Swing Your Partners
- Hear 'Em Rave

Blaisdell faleceu em 1931. Sua viúva, atriz Clara Lavine, faleceu aos 75 anos de idade, em 29 de dezembro de 1948.